# Stanley Jordan
Stanley Jordan (n. Chicago 31 de Julho de 1959) é um guitarrista e pianista americano de jazz/jazz fusion.
Aclamado como um dos guitarristas que fizeram grandes contribuições técnicas e musicais para o instrumento, principalmente na técnica de tapping,  Stanley Jordan já se consolidou no Hall dos músicos mais significativos de sua área. Possui, também, bacharelado em composição de música digital pela Universidade de Princeton.
Stanley Jordan iniciou sua carreira musical aos 6 anos de idade estudando piano.Porém, aos onze anos, iniciou os estudos de guitarra, seu principal instrumento até hoje. Mais tarde, começou a tocar em grupos de rock e soul. Em 1976, recebeu um prêmio no Reno Jazz Festival, Nevada. Se apresentou, também, em muitos outros festivais, entre eles:  Kool Jazz Festival (1984),  Concord Jazz Festival (1985), e também no Montreux International Jazz Festival (1985). Durante a década de 1980 se apresentou juntamente a Quincy Jones, Michal Urbaniak, e Richie Cole.
A carreira de Stanley Jordan tem fatos tão pitorescos quanto sua técnica. Mesmo formado em teoria musical e composição da Universidade de Princeton, ele escolheu viver a experiência de músico de rua, tocando em Nova York, Filadélfia e várias cidades no Meio Oeste e no Sul do Estados Unidos. A opção, ao contrário de outros casos, deu-lhe notoriedade. Afinal, os comentários davam conta de "um guitarrista incrível que tocava por alguns cents".
Atraído pela novidade, o executivo Bruce Lundvall, então no selo Elektra Music, o procurou para uma audição e, impressionado, convidou o artista para gravar. Stanley Jordan recusou - acreditava que não estava pronto e queria se dedicar à música com a mesma intensidade com que se dedicava à família.
Um ano e meio depois, Lundvall - já na recém-reativada Blue Note Records - voltou à carga e Stanley Jordan se tornou, então, o primeiro artista da nova fase do lendário selo. O álbum que se seguiu, Magic Touch (1985), foi primeiro lugar no quadro de jazz da revista Billboard por 51 semanas e rendeu a Stanley Jordan duas indicações para o Grammy e Disco de Ouro certificado nos EUA e Japão.
Oferecendo uma síntese inteligente e sensível de estilos de jazz, Magic Touch tocou fundo o público em geral. Sua versão de "The Lady in My Life", de Michael Jackson, é considerada um padrão definitivo para o gênero conhecido como jazz contemporâneo.
Em 1990, ele lançou o álbum Cornucopia. Extremamente aplaudido e também indicado para o Grammy, Cornucopia não deixou nenhuma dúvida: Stanley Jordan continuava a crescer musicalmente. Jordan, em seguida, se mudou para a gravadora Arista e, em 1994, lançou Bolero. O disco inclui uma versão groove-orientada de Bolero de Ravel.
Na atual fase, que inclui o Brasil como roteiro obrigatório de turnês, Stanley Jordan tem feito seguidas apresentações com uma banda formada por músicos brasileiros do mais alto calibre. Com Ivan "Mamão" Conti na bateria, integrante do lendário grupo Azymuth, e o talentoso baixista mineiro Dudu Lima no baixo acústico, elétrico de 4, 5 e 6 cordas e fretless, o guitarrista alcançou um entrosamento e uma química quase mágicas.
Interpretando clássicos da música brasileira e da bossa nova, além dos standards do jazz e músicas próprias, o trio acabou desenvolvendo um trabalho de altíssima qualidade que já foi comprovado em mais de 40 shows no País, o que resultou em sessões de gravação que podem render um trabalho futuro já bastante aguardado.

## Discografia
- Touch Sensitive, Tangent Records (1982)
- Magic Touch, Blue Note (1985)
- Standards, Vol. 1 (1986)
- Flying Home (1988)
- Cornucopia (1990)
- Stolen Moments (1991)
- Bolero (1994)
- The Best of Stanley Jordan (1995)
- Stanley Jordan Live in New York (1998)
- Relaxing Music for Difficult Situations, I (2003)
- Ragas (2004)
- Dreams of Peace (2004)
- State of Nature (2008)
- Friends (2011)
- Duets [with Kevin Eubanks] (2015)